# Карапетян Гурген Карпович
Гурген Карпович Карапетя́н (нар. 2 березня 1921, Кисловодськ — пом. 1 грудня 1986, Дніпропетровськ) — радянський диригент.

## Біографія
Народився 2 березня 1921 року у місті Кисловодську (нині Ставропольський край, Росія). З 1945 року працював у Єреванському театрі музичної комедії. 1950 року заснував Перший вірменський самодіяльний симфонічний оркестр при Єреванському політехнічному інституті. 1952 року закінчив Єреванську консерваторію (клас диригування Костянтина Сараджева, композиції — Григорія Егіазаряна).
З 1952 року працював диригентом симфонічного оркестру Куйбишевської філармонії; упродовж 1955—1964 років — головним диригентом симфонічного оркестру Воронезької філармонії. Член КПРС з 1956 року.
У 1965—1966 роках — головний диригент Державного симфонічного оркестру Північно-Осетинської АРСР в Орджонікідзе; у 1967—1986 роках — симфонічного оркестру Дніпропетровської філармонії. Був першим виконавцем низки творів радянських композиторів, зокрема Івана Карабиця, Євгена Станковича, Андрія Штогаренка, Мирослава Скорика, Лева Колодуба, Ширвані Чалаєва. У 1980-х роках організував у Дніпропетровську Всесоюзний фестиваль радянської музики. Помер у Дніпропетровську 1 грудня 1986 року.

## Відзнаки
- Лауреат Всесоюзного конкурсу диригентів в Москві (1955, 1-а премія);
- Заслужений артист РРФСР з 1958 року;
- Народний артист УРСР з 1976 року;
- Дипломант Всесоюзного конкурсу-огляду симфонічних оркестрів (1977).

## Вшанування

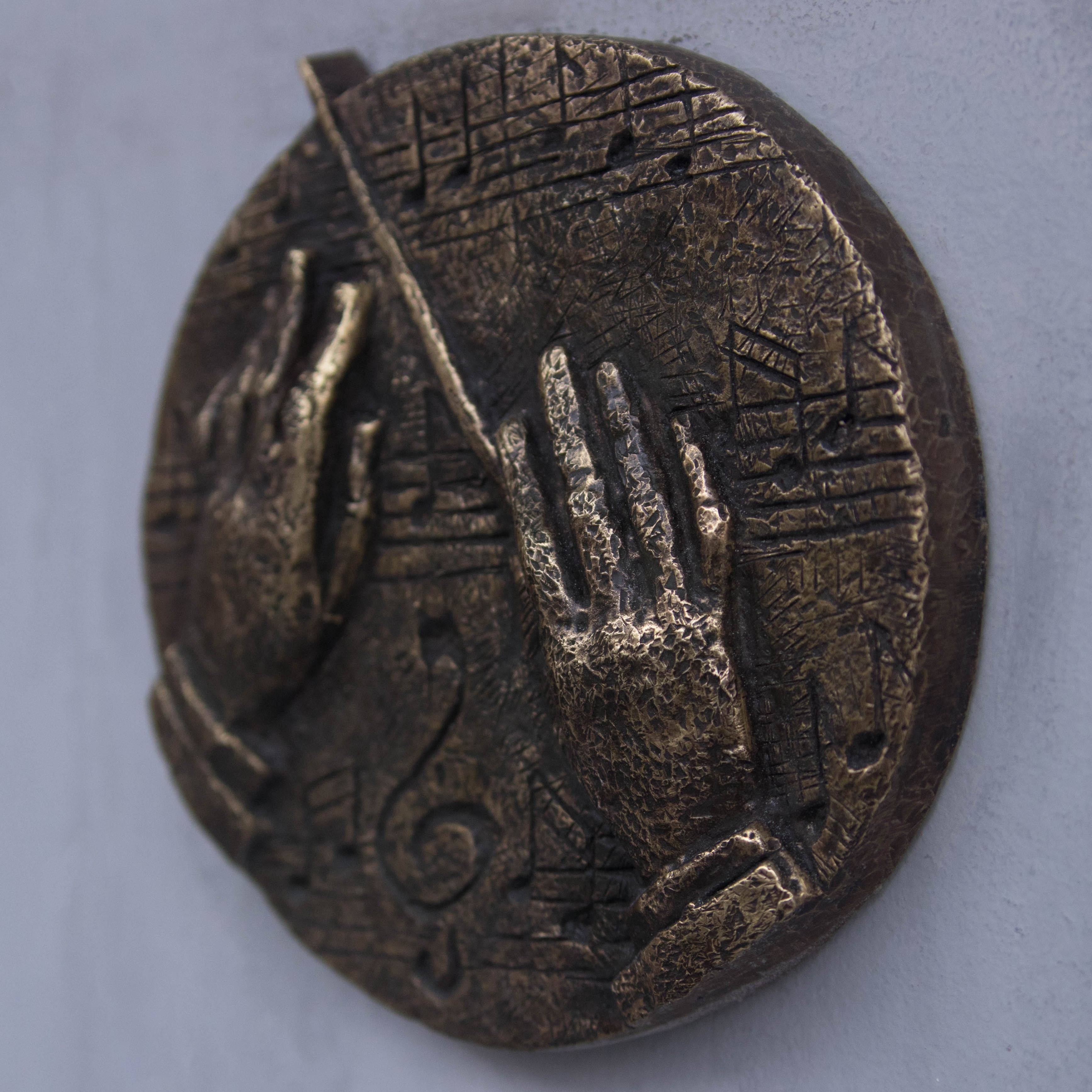
Мініскульптура проєкту Відчуй Дніпро - Диригент Гурген Карапетян на будівлі Дніпровської філармонії

24 грудня 2020 року у Дніпрі, на будівлі Дніпровської філармонії, відкрито бронзову мініскульптуру, присвяченну Гургену Карапетяну в рамках проєкту Відчуй Дніпро. Автор — скульптор Гарник Хачатрян.